# (11055) Honduras
(11055) Honduras ist ein Asteroid des inneren Hauptgürtels, der am 8. April 1991 von dem belgischen Astronomen Eric Walter Elst am La-Silla-Observatorium der Europäischen Südsternwarte in Chile (IAU-Code 809) entdeckt wurde. Eine unbestätigte Sichtung des Asteroiden hatte es schon am 3. Mai 1976 mit der vorläufigen Bezeichnung 1976 JY2 am Krim-Observatorium in Nautschnyj gegeben.
Nach der SMASS-Klassifikation (Small Main-Belt Asteroid Spectroscopic Survey) wurde bei einer spektroskopischen Untersuchung von Gianluca Masi, Sergio Foglia und Richard P. Binzel bei (11055) Honduras von einer dunklen Oberfläche ausgegangen, es könnte sich also, grob gesehen, um einen C-Asteroiden handeln.
(11055) Honduras wurde am 9. Mai 2001 nach dem zentralamerikanischen Staat Honduras benannt.